# Vedem
«Vedem» (чеш. «Vedem», в пер. — «Начало») — литературный журнал, издававшийся на чешском языке в период Холокоста в концентрационном лагере «Терезин» с 18 декабря 1942 по 30 июня 1944 гг. Издавала журнал группа мальчиков, проживавших в бараке L417. Главным редактором был Петр Гинц. До настоящего времени сохранилось около семи сотен страниц.

## История журнала
Журнал писался, редактировался и иллюстрировался ребятами в возрасте от двенадцати до шестнадцати лет, которые проживали в «Первом доме», бараке L417, называемом ими в шутку Республикой Шкид. В журнал включались стихи, эссе, шутки, диалоги, литературные обзоры, рассказы и рисунки. Журнал переписывали от руки и распространяли вечером в пятницу. В течение некоторого времени, он также вывешивался на доску объявлений барака, но позже было принято решение прекратить эту практику, поскольку риски в случае проверок СС были слишком велики.
Источником вдохновения для авторов «Ведема» был их учитель, двадцативосьмилетний бывший профессор Валтр Айзингер, назначенный для присмотра за мальчиками. Он старался привить им любовь к литературе и призывал к творчеству, к описанию того, чему свидетелями они становились (зачастую в юмористическом стиле), а также изложению своих надежд на будущее. Вероятно, именно под его влиянием ребята придумали символ своего барака и журнала, поместив на него ракету (вдохновлённые Жюль Верном), книгу и звезду.

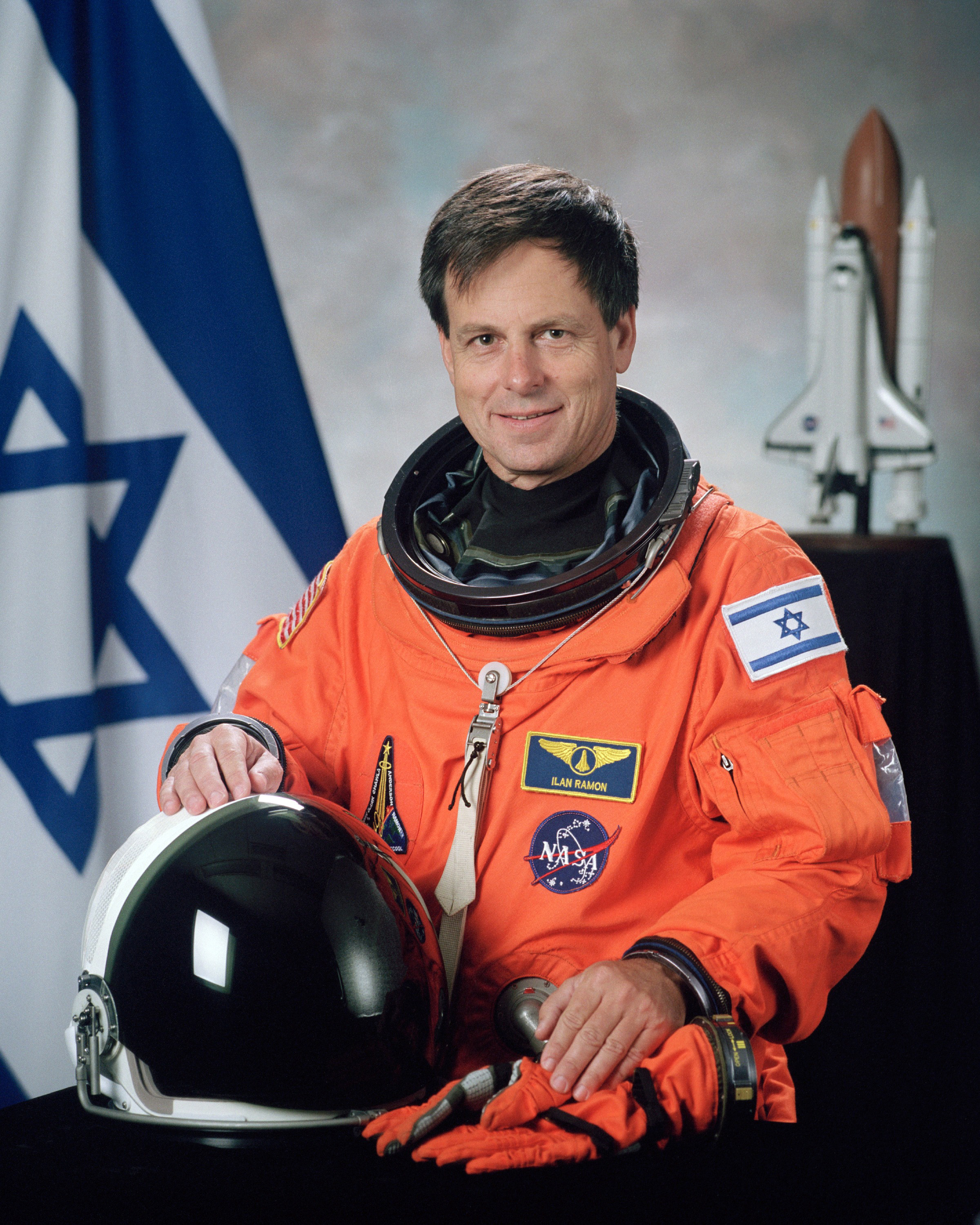
Израильский астронавт Илан Рамон, взявший рисунок Петра Гинца в космос

Непосредственно сам Айзингер напрямую никогда не занимался журналом, но иногда добавлял случайные редакции или переводы с русского языка. Работа выполнялась ребятами, блуждавшими по Терезину в поисках тем. Каждый мальчик брал себе прозвище и подписывал им статьи. Иногда это были выдуманные инициалы, псевдонимы или персонифицированные прозвища, такие как «Пустышка» или «Большевик». Часто прозвища менялись. К примеру, один плодовитый автор, Иржи Грюнбаум, называл себя «Снажер-медик», «Снажер-социалист» или просто «Снажер», в зависимости от своего настроения. Сегодня многие из авторов идентифицируются лишь по своим прозвищам, их личности установить невозможно. В какой-то момент 1943 года, десять самых плодовитых авторов стали именовать себя «Академией».
Одним из таких авторов был «NZ» или Петр Гинц, в 14 лет ставший главным редактором журнала. Два года спустя он был депортирован в Аушвиц и умерщвлён 28 сентября 1944 года в газовой камере. Одна из наиболее известных работ Гинца — нарисованная им картина «Лунный пейзаж», изображающая вид планеты Земля с Луны. В 2003 году копия рисунка была взята на борт космического шаттла «Колумбия» израильским астронавтом Иланом Рамоном и была уничтожена в результате взрыва шаттла при возвращении.
Ребята пытались создать как можно более реалистичный журнал, и даже в шутку добавляли на обложку указание цены. Особой популярностью пользовались рубрики, такие как «Цитата недели»: цитату выбирали из различных глупостей, сказанных ребятами за истёкшую неделю. К примеру, «Снажер-медик» однажды процитировали: «Я боюсь говорить. Я могу сказать что-нибудь глупое»; его соавтор по прозвищу «Эмбрион» был процитирован так: «Футбол — лучшая игра, сразу после Монополии».
В одном из выпусков, в рецензии на книгу «Хижина дяди Тома», было высказано мнение, что судьба американских рабов была тяжелее, чем судьба евреев из Терезина до начала депортаций по той причине, что семьи рабов были разорваны: теперь же, после начала депортаций, страдания почти уравнялись. В других выпусках содержались очерки о прогулках Петра Гинца по Терезину: он посещал различные учреждения во всём лагере и опрашивал людей. Прогулки включали посещение пекарни, родильного дома, пожарного депо и крематория.

## Спасение выпусков журнала и публикация

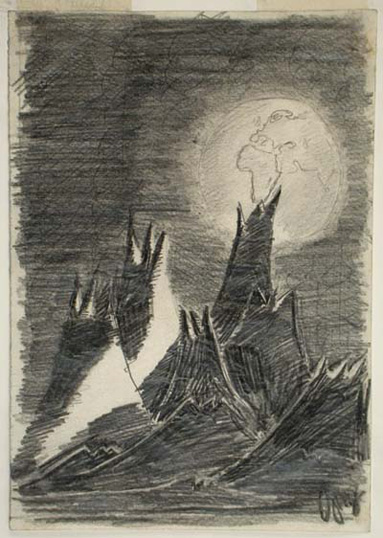
Рисунок Петра Гинца «Лунный пейзаж»

К 1944 году большинство жителей «детского барака», барака L417, были депортированы в Аушвиц и умерщвлены в газовых камерах. Журнал более не выходил. Из ста мальчиков, которые участвовали в издании «Ведема», выжило лишь пятнадцать. И только один из них, Зденек Тауссиг, оставался в Терезине вплоть до его освобождения в мае 1945 года. Зденек спрятал выпуски журнала в кузнице отца, завернув их в мешковину, в которой также находилась урна с прахом его бабушки. После освобождения он взял журнал с собой в Прагу.
После войны, при коммунистическом режиме в Чехословакии, усилия по публикации «Ведема» не увенчались успехом, но отдельные листы были нелегально вывезены в Париж, где и были опубликованы в журнале чешских эмигрантов «Svĕdectví». В то же время в Чехословакии вышла самиздатская версия, которая в 1980 году выдержала переиздание. В 1990 году она была выставлена на Франкфуртской книжной ярмарке.
Избранные работы из «Ведема» были опубликованы с предисловием Вацлава Гавела в 1994 году в книге «Are Children Just the Same: Vedem, the Secret Magazine of the Boys of Terezín». В числе редакторов книги значились также Курт Иржи Котоуч и Зденек Орнест, некогда сами прошедшие через «Терезин». Мальчикам концентрационного лагеря «Терезин» посвящены книги, мюзикл и фильм «The Boys of Terezin».